# Bitez
Bitez is een klein dorp in het zuidwesten van Turkije, niet ver van de bekende haven- en vakantiestad Bodrum.
Feitelijk zijn er twee dorpjes die de naam 'Bitez' verdienen, namelijk het oude en het nieuwe Bitez, die ongeveer een kilometer uit elkaar liggen. Het oude Bitez ligt ietwat landinwaarts en huisvest de oorspronkelijke bewoners. Hier staan de meer authentieke huisjes en komt men regelmatig mensen tegen die gekleed gaan in de originele klederdracht. Toeristen zijn namelijk vooral te vinden in het nieuwe Bitez.
Dit nieuwe Bitez is een kleine vakantiestad met diverse kiezelstrandjes en een kleine authentieke haven. Ooit was dit een vissersdorpje, maar nu staat er een (steeds groter wordend) aantal vakantiecomplexen. Bijna alle restaurants, geldwisselkantoren en winkeltjes (waarin vooral nep-merkkleding en sieraden verkocht worden) zijn volledig gericht op het toerisme.
Het drukke Gümbet (3 km) en Bodrum (6 km) zijn per Dolmus erg gemakkelijk bereikbaar.